# Cristóbal Fernández de Valladolid
Cristóbal Fernández de Valladolid, řeholním jménem Kryštof od svaté Kateřiny (25. července 1638, Mérida – 24. července 1690, Córdoba), byl španělský římskokatolický kněz, člen III. františkánského řádu, žijící jako poustevník, zakladatel kongregace Špitálních františkánských sester Ježíše Nazaretského. Katolická církev jej uctívá jako blahoslaveného.

## Život
Narodil se dne 25. července 1638 ve městě Mérida jako syn chudých dělníků (měl pět bratrů) a byl pokřtěn v místním kostele sv. Eulálie. Sloužil jako ministrant a nejprve pracoval jako ošetřovatel v nemocnici, kterou vedl Hospitálský řád sv. Jana z Boha.
Dne 20. března 1663 byl v Badajozu vysvěcen na kněze, načež působil jako vojenský kaplan ozbrojených složek během tzv. portugalské osvobozující války. Kvůli nemoci se však musel vrátit. Roku 1667 odešel žít do poustevny. Roku 1671 vstoupil do III. řádu svatého Františka a přijal řeholní jméno Kryštof od svaté Kateřiny.
Dne 11. února 1673 založil v Córdobě ženskou řeholní kongregaci Špitálních františkánských sester Ježíše Nazaretského jako kongregaci františkánského charakteru.
Zemřel na choleru, kterou se nakazil během její epidemie při práci s nakaženými pacienty dne 24. července 1690 v Córdobě.

## Úcta
Jeho beatifikační proces byl zahájen dne 27. června 1770, čímž obdržel titul služebník Boží. Dne 28. června 2012 jej papež Benedikt XVI. podepsáním dekretu o jeho hrdinských ctnostech prohlásil za ctihodného. Dne 20. prosince 2012 byl uznán zázrak na jeho přímluvu, potřebný pro jeho blahořečení.
Blahořečen pak byl dne 7. dubna 2013 v katedrále Neposkvrněného početí Panny Marie v Córdobě. Obřadu předsedal jménem papeže Františka kardinál Angelo Amato. Šlo o vůbec první beatifikační obřad slavený za papežova pontifikátu.
Jeho památka je připomínána 24. července. Bývá zobrazován v kněžském oděvu.